# Alexander Euler
Pour les articles homonymes, voir Euler (homonymie).
Alexander Euler, né le 12 octobre 1929 à Varna, en Bulgarie (originaire de Bâle) et mort le 27 septembre 2012 à Bâle, est une personnalité politique suisse du canton de Bâle-Ville, membre du Parti socialiste suisse. Il est conseiller national de 1979 à 1991.

## Biographie
Alexander Euler naît le 12 octobre 1929 à Varna, en Bulgarie. Il est originaire de Bâle. Son père, lui aussi nommé Alexander Euler, est un juriste et homme politique russe libéral. Il descend du mathématicien Leonhard Euler. Sa mère, Elena Khrouchtcheva, est issue de la noblesse terrienne russe. Ses parents émigrent en Bulgarie en 1920. Après avoir réactivé la citoyenneté suisse en 1929, la famille s'installe en Suisse en 1934.
Il fait un apprentissage de dessinateur en bâtiment et suit une formation d'ingénieur civil en autodidacte. De 1964 à 1995, il dirige son propre bureau d'ingénieurs.
Il est marié et père d'un enfant. Il meurt le 27 septembre 2012 à Bâle.

## Parcours politique
L'engagement politique d'Alexander Euler commence en dehors des partis et des institutions. Il est actif dans des manifestations et les marches de protestation et s'engage en faveur d'initiatives et de référendums. Dans les années 1950, il est l'un des fondateurs du mouvement contre le réarmement nucléaire.
L'initiative populaire « pour l'interdiction des armes atomiques » du Parti socialiste suisse l'incite à adhérer au parti à l'âge de 32 ans. Il est l'un des initiateurs des marches de Pâques en Suisse. À la fin des années 1960, il étend sa position critique contre les armes nucléaires à l'énergie atomique. En 1970, il est l'un des membres fondateurs du Comité d'action contre les centrales nucléaires de la Suisse du Nord-Ouest (NWA) qui s'engage notamment contre le projet de Centrale nucléaire de Kaiseraugst. Il en est le président entre 1979 et 1990. Il s'engage également contre la guerre du Viêt Nam.
En 1968, il se présente pour la première fois aux élections du Grand Conseil du canton de Bâle-Ville dans la circonscription de Grossbasel-Ost et décroche un siège. Il est réélu en 1972 et 1976. Lors des élections au Conseil national de 1975, il obtient la deuxième place de suppléant derrière Helmut Hubacher, Andreas Gerwig, Karl Schnyder et Carl Miville. À la suite de l'élection de Carl Miville au Conseil des États en 1978, il rejoint le Conseil national en mars 1979. Il quitte le Grand Conseil en 1980. Il reste au Conseil national, où il se distingue essentiellement sur les sujets de l'environnement et de l'énergie, jusqu'en 1991.